# صلیب نیروی دریایی
صلیب نیروی دریایی (انگلیسی: Navy Cross) یا صلیب دریایی از مدال‌ها و جایزه‌های نیروهای مسلح است، که دومین نشان نظامی عالی‌رتبه نیروی دریایی ایالات متحده آمریکا است و به ملوانان و تفنگداران دریایی اعطا می‌شود که خود را به خاطر قهرمانی خارق‌العاده در نبرد با نیروی مسلح دشمن متمایز می‌کنند. این نشان، معادل صلیب خدمات برجسته ارتش، صلیب نیروهای هوایی و فضایی و صلیب گارد ساحلی است.
صلیب نیروی دریایی توسط وزیر نیروی دریایی ایالات متحده اعطا می‌شود و همچنین می‌تواند به اعضای سایر نیروهای مسلح آمریکا و پرسنل نظامی خارجی در حین خدمت در نیروی دریایی ایالات متحده اعطا شود. صلیب نیروی دریایی توسط قانون کنگره (قانون عمومی ۶۵–۲۵۳) تأسیس و در ۴ فوریه ۱۹۱۹ تصویب شد.